# Stupeň provozu

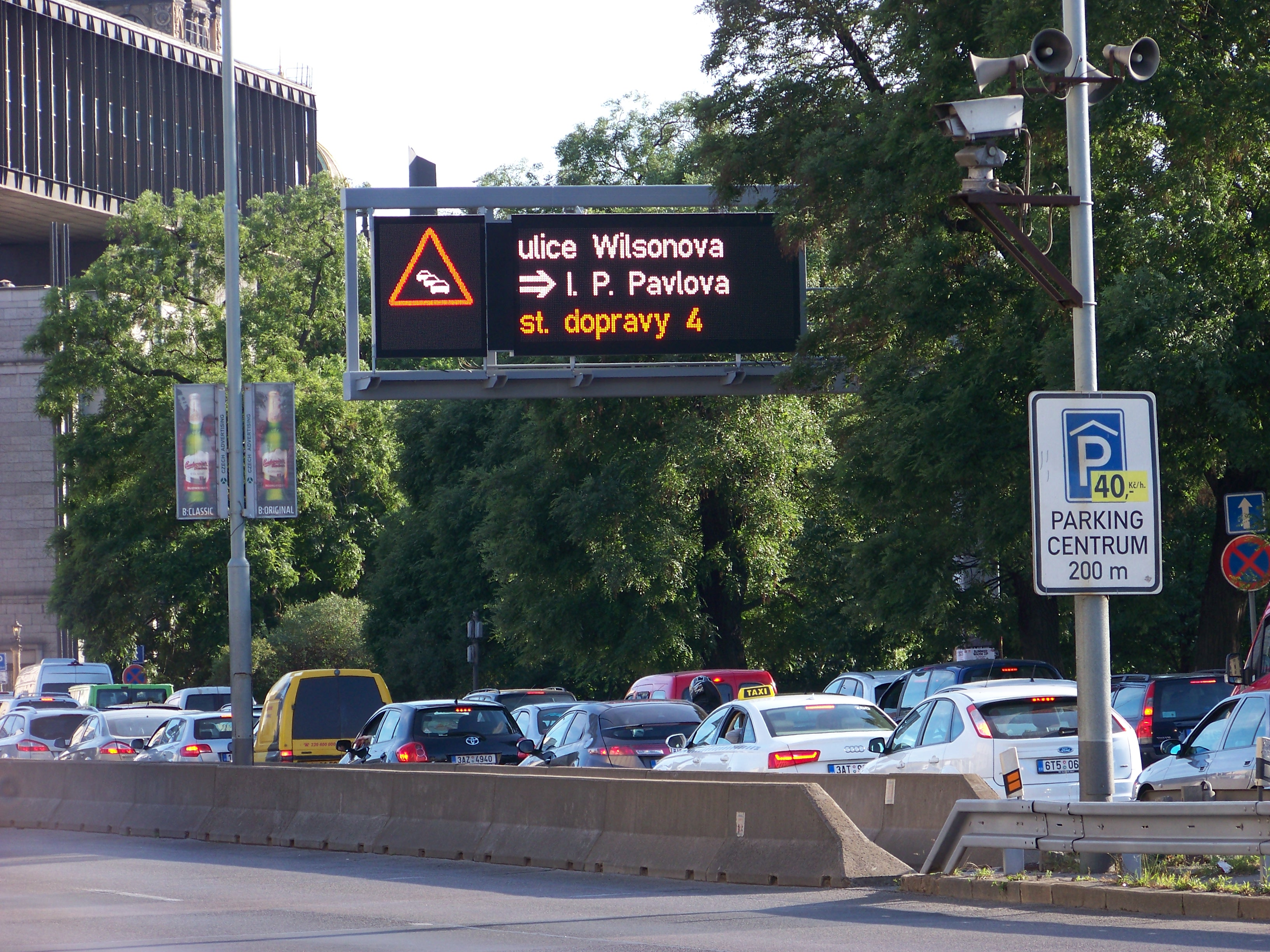
Praha, Wilsonova, stupeň dopravy 4 indikovaný na zařízení pro provozní informace

Stupeň provozu (někdy též stupeň hustoty provozu či stupeň dopravy) vyjadřuje, nakolik je silniční doprava plynulá. Vyplývá z množství a druhu vozidel jedoucích po komunikaci (frekvence  provozu) i z aktuální kapacity komunikace, která je ovlivněna jak jejími stavebními parametry, tak funkcí signalizačních zařízení a případně dalšími vlivy (částečná nebo úplná uzavírka, množství a chování chodců, stav povrchu, počasí, chování řidičů atd.). Stupeň dopravy je určován buď přímým pozorováním, nebo vypočítáván z naměřených hodnot (rychlost a počet vozidel, parametry komunikace atd.).
Zelená vlna Českého rozhlasu, Technická správa komunikací hlavního města Prahy, ÚAMK a. s. a Policie České republiky používají pětibodovou stupnici, která tak je v České republice považována za standardní. Podle této stupnice jsou stupně definovány takto:
- stupeň 1: provoz pouze jednotlivých vozidel, jízda je plynulá
- stupeň 2: provoz malých skupinek vozidel, jízda je plynulá, odbavování na křižovatkách bez problémů
- stupeň 3: tvoří se proudy vozidel, provoz je plynulý, avšak rychlost nižší než maximální povolená
- stupeň 4: tvoří se kolony vozidel, provoz není plynulý, průměrná rychlost je výrazně snížená, průjezd křižovatkami je narušen
- stupeň 5: dopravní kolaps – vozidla na komunikacích stojí nebo v kolonách jen velmi pomalu popojíždějí, průměrná rychlost je velmi malá

V USA se podle standardů pro dálnice používají jako dlouhodobá charakteristika komunikace stupně LOS (levels of service) podle typického (převažujícího) stavu provozu: 
- A: volný proud (free flow): provoz probíhá nejvyšší povolenou nebo vyšší rychlostí a řidiči mohou volně přejíždět mezi pruhy. Průměrná mezera mezi vozidly je nejméně 550 stop (167 metrů) nebo 27 délek vozidla. Motoristé mají vysokou úroveň fyzické a psychické pohody, efekty lokálních událostí se snadno absorbují. Typicky se vyskytuje ve městech v pozdních nočních hodinách, ve venkovských oblastech častěji.
- B: rozumně volný proud (reasonably free flow): rychlost je udržená, ovladatelnost v rámci jízdních proudů je lehce omezena. Průměrná mezera mezi vozidly je nejméně 330 stop (100 metrů) nebo 16 délek vozidla. Motoristé stále mají vysokou úroveň komfortu.
- C: ustálený proud (stable flow): téměř plynulý provoz, přejíždění mezi pruhy je zřetelně omezeno a přejíždění mezi pruhy vyžaduje více pozornosti. Průměrná mezera mezi vozidly je nejméně 220 stop (67 metrů) nebo 11 délek vozidla. Zkušenější řidiči jsou v pohodě.
- D: téměř proměnlivý proud (approaching unstable flow): rychlost je mírně snížená, když objem provozu lehce vzroste. Manévrování v jízdních pruzích je silněji omezeno a úroveň komfortu řidičů klesá. Průměrná mezera mezi vozidly je nejméně 160 stop (50 metrů) nebo 8 délek vozidla.
- E: proměnlivý proud (unstable flow), na hranici kapacity komunikace. Proud se stává nepravidelným, přejíždění mezi jízdními pruhy je téměř nemožné a rychlost se rapidně mění, jen zřídka dosahuje nejvyšší povolené rychlosti. Průměrná mezera mezi vozidly je kolem 6 délek vozidla, průměrná rychlost dosud nad 50 mi/h (80 km/h). Každé narušení dopravního proudu, jako připojovací pruhy nebo změny jízdních pruhů, vytváří vlnu, která narušuje dopravu ve směru proti proudu. Každá mimořádná událost způsobí vážná zpoždění.
- F: nucený a zhroucený proud (forced or breakdown flow). Vozidla se pohybují v těsném závěsu za sebou, což vyžaduje časté zpomalování. Cestovní dobu nelze předpovědět.

Ve světě se používají různé metody dlouhodobého hodnocení dopravních kongescí. Pro dlouhodobé hodnocení se používá například TomTom Traffic Index, který vyjadřuje v procentech nárůst jízdní doby oproti volně průjezdné oblasti či trase, nebo INRIX Traffic Scorecard, který z anketních a jiných průzkumů počítá, kolik času stráví obyvatel měsíčně či ročně při cestování po městě. 